# Wagram
Wagram es una meseta situada al noreste de Viena, a ambos lados del Danubio, dentro del Estado de Baja Austria (Austria).
Napoleón I derrotó allí a las tropas austriacas del archiduque Carlos Luis de Austria. Véase sobre esto Batalla de Wagram.
- Datos: Q872990
- Multimedia: Wagram terrace / Q872990